# Mateu Matas Ordinas "Xurí"
Mateu Matas Ordinas (Santa Margalida, 1982), més conegut pel nom popular de Mateu Xurí, és un dels més rellevants exponents de la nova generació de glosadors mallorquins i una de les principals veus de la cançó improvisada a la Mediterrània, impulsor definitiu de la recuperació d'aquest gènere. Ha participat en diversos festivals i encontres internacionals mostrant gran habilitat per a improvisar versos en pocs segons, sense acompanyament musical i amb una perfecció formal i de contingut. Des de l'entitat Glosadors de Mallorca ha impulsat una intensa activitat pedagògica per recuperar aquesta forma de cançó improvisada de la qual fins fa pocs anys teníem només referents de cantadors pertanyents a la cadena tradicional. Molts mitjans i publicacions l'han considerat, tot i la seva joventut, un dels millors mestres improvisadors del moment.
L'any 2005 fou guardonat amb el premi Bartomeu Rosselló-Pòrcel en la XIX edició dels premis 31 de Desembre, que organitza anualment l'Obra Cultural Balear. Ha posat veu a la banda sonora de la campanya de l'Obra Cultural Balear "Sus Mallorca", juntament amb el cantant Pep Suasi i les músiques del poeta, cantador, guitarrista i compositor Joan Miquel Oliver.
El 2012 s'erigí com a Rei de nyacres a la Trobada de cantadors d'Espolla.
En els darrers anys s'ha significat també pel seu compromís amb idees polítiques mallorquinistes i de progrés, sent escollit president d'Esquerra Republicana de les Illes Balears a Mallorca en 2016 i cap de llista en la candidatura Sobirania per a les Illes (SI) per al Congrés dels Diputats d'Espanya a les eleccions generals espanyoles del 26 de juny de 2016.